# House of Yes: Live from House of Blues
House of Yes: Live from House of Blues es el sexto álbum en directo del grupo británico de rock progresivo Yes, editado en el año 2000 por Eagle Records.
Publicado como CD doble, el álbum recoge la actuación de Yes del 31 de octubre de 1999, en el recinto House of Blues, de Las Vegas, en los EE. UU.
La formación que ofreció aquel concierto era un sexteto, integrado por Jon Anderson, Chris Squire, Steve Howe, Igor Khoroshev, Billy Sherwood y Alan White, este sería el último registro de Yes con Khoroshev y Sherwood, quienes se alejarían de la banda al poco tiempo.

## Lista de canciones

### Disco 1
1. «Yours Is No Disgrace» (Jon Anderson/Chris Squire/Steve Howe/Tony Kaye/Bill Bruford) – 13:04
2. «Time and a Word» (Jon Anderson/David Foster) – 0:58
3. «Homeworld (The Ladder)» (Jon Anderson/Steve Howe/Billy Sherwood/Chris Squire/Alan White/Igor Khoroshev) – 9:45
4. «Perpetual Change» (Jon Anderson/Chris Squire) – 10:49
5. «Lightning Strikes» (Jon Anderson/Steve Howe/Billy Sherwood/Chris Squire/Alan White/Igor Khoroshev) – 5:07
6. «The Messenger» (Jon Anderson/Steve Howe/Billy Sherwood/Chris Squire/Alan White/Igor Khoroshev) – 6:39
7. «Ritual» (Nous sommes du soleil (Jon Anderson/Chris Squire/Steve Howe/Rick Wakeman/Alan White) – 0:59
8. «And You and I» (Jon Anderson; temas por Bill Bruford/Steve Howe/Chris Squire) – 11:25
I. «Cord of Life»
II. «Eclipse» (Jon Anderson/Bill Bruford/Steve Howe)
III. «The Preacher the Teacher»
IV. «Apocalypse»

### Disco 2
1. «It Will Be a Good Day (The River)» (Jon Anderson/Steve Howe/Billy Sherwood/Chris Squire/Alan White/Igor Khoroshev) – 6:29
2. «Face to Face» (Jon Anderson/Steve Howe/Billy Sherwood/Chris Squire/Alan White/Igor Khoroshev) – 5:32
3. «Awaken» (Jon Anderson/Steve Howe) – 17:35
4. «I've Seen All Good People» – 7:28
a. «Your Move» (Jon Anderson)
b. «All Good People» (Chris Squire)
5. «Cinema» (Chris Squire/Alan White/Trevor Rabin/Tony Kaye) – 1:58
6. «Owner of a Lonely Heart» (Jon Anderson/Chris Squire/Trevor Rabin/Trevor Horn) – 6:04
7. «Roundabout» (Jon Anderson/Steve Howe) – 7:43

## Personal
- Jon Anderson -voz
- Chris Squire -bajo, coros
- Steve Howe -guitarra, coros
- Igor Khoroshev -teclados
- Billy Sherwood -guitarra, coros
- Alan White -batería